# Chrysomela badakhshanica
Chrysomela badakhshanica là một loài bọ cánh cứng trong họ Chrysomelidae. Loài này được Yablokov-Khnzoryan miêu tả khoa học năm 1978.